# Арибо II
Арибо II (на немски: Aribo II; * 1024, † 18 март 1102) от род Арибони, е от 1041 до 1055 г. пфалцграф на Бавария и основател на манастир Милщат.

## Биография
Той е големият син на пфалцграф Хартвиг II (985 – 1027) и съпругата му Фридеруна, по майчина линия племенница на епископ Майнверк от Падерборн.
През 1053 г. Арибо и брат му Бото (Пото) се присъединяват към херцог Конрад I от Бавария и херцог Велф III от Каринтия в заговора против император Хайнрих III. През 1055 г. заради предателство Арибо е свален като пфалцграф. На имперското събрание в Регенсбург той и брат му са осъдени и им вземат собственостите, които получава Куно фон Рот.
Арибо и брат му Бото основават около 1070 г. манастир Милщат (при Шпитал, Каринтия).
Той умира през 1102 г. и е погребан във фамилния манастир Зееон. Със смъртта на брат му Бото през 1104 г. измира линията на пфалцграфовете от Арибоните.

## Фамилия
Първи брак: през 1070 г. с Лиутгард (1066/77), дъщеря на Енгелберт V († ок. 1040) от род Зигхардинги. Те имат децата:
- Хартвиг (умира преди баща си)
- ? Хадвиг, омъжена за Енгелберт фон Гьорц

Втори брак: с Вила (Вилибирг) фон Епенщайн, дъщеря на херцог Маркварт IV от Каринтия.